# فيكتور سنتوريون
فيكتور سنتوريون (بالإسبانية: Víctor Centurión)‏ هو مدرب كرة قدم ولاعب كرة قدم باراغواياني في مركز حراسة المرمى، ولد في 24 فبراير 1986 في Yataity del Norte ‏ في باراغواي. شارك مع منتخب باراغواي لكرة القدم. أما مع النوادي، فقد لعب مع أوليمبيا أسونسيون وديبورتيفو كالي ونادي ليبرتاد.

## وصلات خارجية
- فيكتور سنتوريون على موقع قاعدة بيانات كرة القدم.إي يو (الإنجليزية)
- فيكتور سنتوريون على موقع Soccerway.com (الإنجليزية)